# 国家安全保障輸送プログラム
国家安全保障輸送プログラム（こっかあんぜんほしょうゆそうプログラム、英: National Security Space Launch program, NSSL）は、アメリカ国防総省とその他政府機関の人工衛星の打ち上げ能力確保を意図した、アメリカ宇宙軍 (USSF) のプログラムである。このプログラムは、宇宙軍の宇宙システム軍団 (SSC) の宇宙アクセス保証部 (SSC/AA) が、アメリカ国家偵察局 (NRO) との協力の元で管理する。
元々は1994年にアメリカ空軍の発展型使い捨てロケットプログラム (Evolved Expendable Launch Vehicle program, EELV) として開始されたもので、当初は政府の衛星打ち上げをより安く、信頼性の高いものにすることを目標としており、結果としてボーイング社のデルタ IVロケットとロッキード・マーティン社のアトラスVロケットの開発に繋がった。これらのロケットはその後も長きにわたり米国の軍事衛星の主な打ち上げ手段として用いられ続け、一方で後にスペースX社が開発したファルコン9ロケットがこれに参入した。
2019年3月1日、商業打ち上げ市場の成長と、再使用可能なロケットの可能性を含む打ち上げ契約の変化を受け、EELVプログラムは現在のNSSLプログラムへと改称された。

## EELVプログラム

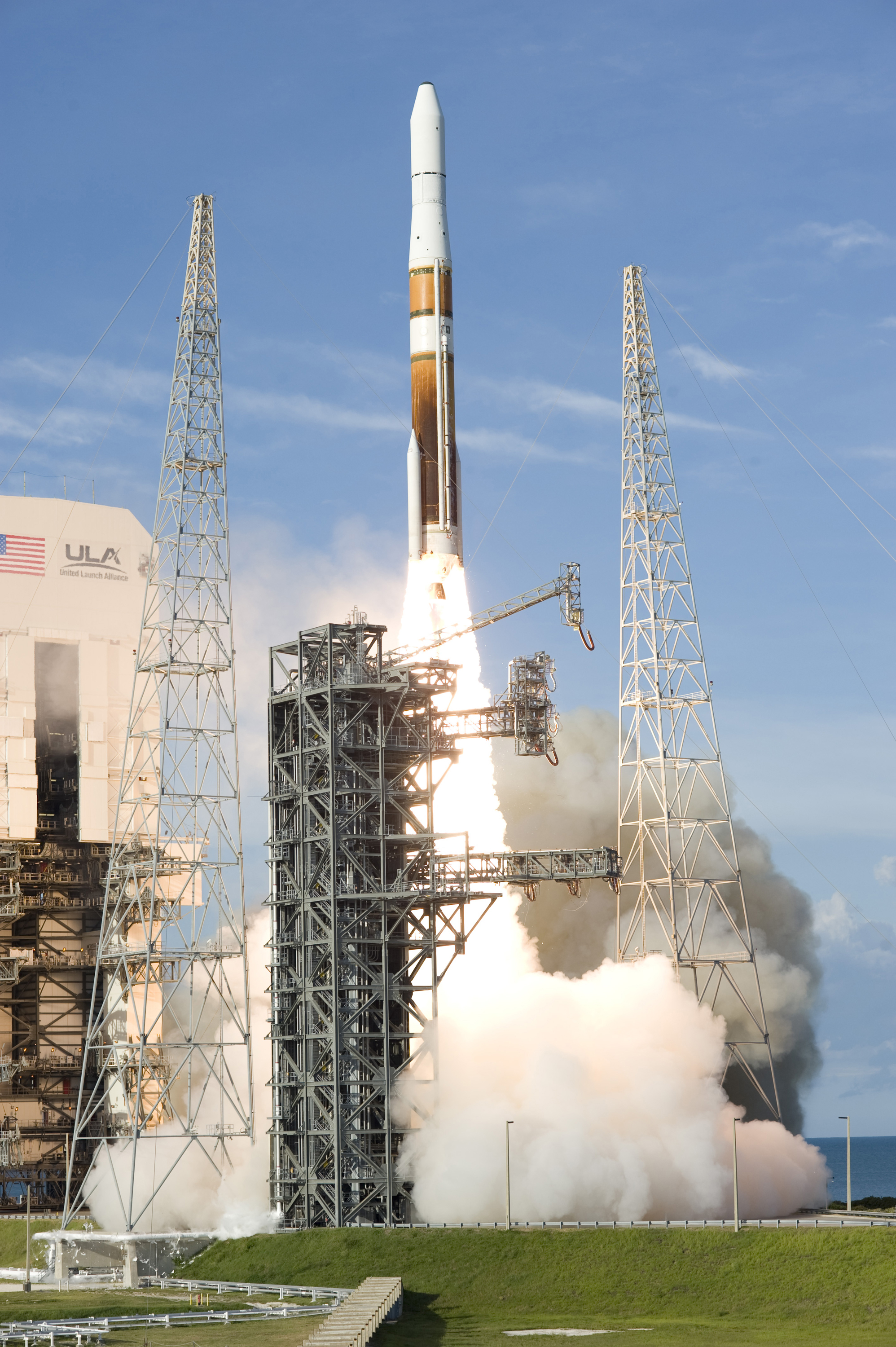
ケープカナベラル空軍基地第37発射台から打ち上げ最中のデルタ IVロケット。この写真から、ロケット本体、固定・移動打ち上げ支援設備、アンビリカルタワーなど打ち上げシステムを構成する殆どの要素がよく見える。発射台そのものはロケットの噴進焔で隠されてよく見えない。

### 開発経緯
アメリカ空軍は1994年にEELVの最初期の青写真を描き上げた。その計画は、当時、運用されており、かつ過去からの“legacy”な資産を受け継いでいた衛星打ち上げ用ロケットの大部分もしくは全部を新規に置き換えることを意図したものであった。それらは、政府が長年にわたって資金を拠出した研究をうけて、改善されたシステムとアーキテクチャにつながるものであった。EELVという設計思想は標準化されたフェアリング、液体燃料ロケットのコアステージ、標準化された上段ロケットおよび固体ロケットブースターなどで構成される。コアステージ（共通コア機体、デルタ IVにおけるCBC、アトラスVにおけるCCB）は新型の液体燃料ロケットが装備された第一段目であり、それらは、単独もしくは三本のCCB(CBC)を束ねて運用される場合や横付けされた固体ロケットブースタとともに運用される。標準ペイロード搭載アダプタも、効率を上げ、コストを減らすことに貢献している。
ロッキード・マーティン、ボーイング、マクドネル・ダグラス、Alliant Techsystemsの四社の巨大な防衛メーカーから入札が有った。それぞれの入札者は変化に富んだ全く違う構想を持っており、ボーイングは、初めの頃などSSMEを利用する案を持ってきたほどである。マクドネルダグラスは1997年にボーイングに合併された。ボーイング社はマクドネル社のデルタ IVをEELVへの提案に使用した。

### 設計
ボーイング社とロッキードマーティン社は、入札後の最終局面において、双方とも1億ドルをかけ、設計を行なった。それらの設計は両方ともがモジュール化、標準化に基づいており、使用する設備に掛かる費用を最小化し、こなれた信頼できる、単純化されたシステムを使っていた。ボーイング社は、デルタ IVの中心機体であるCBCを開発した。アトラスVのために、ロッキードマーティンは同様な方法をとった。CCBという機体を開発した。
。

#### 産業スパイ問題
ボーイング社は、ロッキードマーティン社が作成し、特許で保護された文書を所有していることが発覚した。裁判での係争を終わらせるため、双方の会社は協業しあって、合弁企業であるユナイテッド・ローンチ・アライアンス (ULA) 社を設立することに合意した。ボーイング、ロッキードマーティン、それぞれの会社はULAに対して50パーセントずつ半々の共同経営権をもっている。

### 打ち上げサービスの請負
1998年、Buy1として知られている、二大イニシャル・打ち上げサービス・コントラクターが打ち上げ業務を落札した。二社それぞれの開発契約で得られた資金に加えて、費用総額は30億米ドル以上にも上る。ボーイング社は28回の打ち上げのうち19回分請け負い、ロッキード社は残り9回分の請負を獲得した。打ち上げ費用として、ボーイング社は13億8000万ドルを受け取り、ロッキード社は6億5000万ドルを受け取った。2003年、アメリカ空軍は打ち上げ7回分をデルタIVからアトラスVに移管した。

### 成果
EELVは、2002年08月21日にアトラスVの初打上げに成功し、2012年6月20日のアトラスVの打上げにより、50回目の打上げを達成した。成功率は100%で、従来機より33%のコスト削減に成功した。このEELVの導入成功に伴い、デルタ2、タイタン2、アトラス2、タイタン4の引退につながった。
一方で、2014年4月、米宇宙ベンチャーのスペースX社は、EELVプログラムによりULA社が軍事衛星の打ち上げを独占しているのは不当であり、また独占の結果コストが逆に大幅に上昇しているとして訴訟を起こした。2015年1月に裁判は和解に至ったが、その過程で同社のファルコン9ロケットが軍の認証を受け、EELVの打ち上げ市場に参入した。

### 有人対応
2009年、en:The Aerospace Corporationは、NASAが実行した、将来の有人宇宙飛行ミッションにおいて、EELVに人が載られるように改造することが実行であるかどうかを見極めることを意図した研究の成果を発表した。en:Aviation Week & Space Technologyによると、研究は、「デルタIVヘビーこそが[...]宇宙飛行士を低軌道周回に載せるというNASAの要求を満たすことができるだろう。」と述べている。
米国有人宇宙飛行計画再評価委員会 (通称：オーガスティン委員会) に向けたプレゼンテーションの中で、エアロスペース社代表は研究内容の抄訳を公表した。
その要約のなかでは、どんな新開発の上段ロケットを使わずとも、有人対応型デルタIVヘビーが、クルーを搭乗したオリオン宇宙船を国際宇宙ステーションまで打ち上げるのは可能であると主張している。これを請けて、ユナイテッド・ローンチ・アライアンスは、EELVに人が載るために必要な変更がどのくらいになるかを示した文章を公表した。2010年2月2日、NASAは商業乗員輸送開発 (CCDev) の下で、活気づけるための資金としてULAに670万ドルの褒章を出した。宇宙活動協定 (Space Act agreement) は、両方のEELVに使えるようにした緊急事態検出システム (EDS) を開発するよう指示を受けた。EDSは打ち上げ直前から打ちあがった後、宇宙船が低軌道に至るまでのミッションの間中、重要な状態に居るロケットと宇宙船システム全体を監視し、飛行状況、危険信号、発射中断信号をクルーに伝える役割をする。